# アセトアセチルCoA
アセトアセチルCoA（アセトアセチルコエー、アセトアセチルコエンザイムエー）は、メバロン酸経路においてHMG-CoAの前駆物質である。

## 生合成
アセチルCoAアセチルトランスフェラーゼ(チオラーゼ) によってアセチルCoAから合成され、さらにHMG-CoAシンターゼによってHMG-CoAが合成させる。ロイシンの代謝では、この反応は逆に起こる。